# جزيرة الكنز (أنمي)
جزيرة الكنز (宝島 تاكاراجيما) هو مسلسل أنمي من إنتاج شركة طوكيو موفي شينشا صدر عام 1978، ضم 26 حلقة مدة كل حلقة 25 دقيقة. المسلسل مأخوذ عن رواية جزيرة الكنز للكاتب الإسكتلندي روبرت لويس ستيفنسون.
دبلجت الحلقات للغة العربية تحت عنوان جزيرة الكنز من قبل «مؤسسة التلفزيون اللبناني» في أوائل الثمانينات من إخراج وئام الصعيدي، وشارك الممثل «وحيد جلال» في دور «سيلفر». لاقت النسخة العربية رواجا كبيرا حيث لا تزال تعرض حتى اليوم (رغم أن إحدى النسخ قامت بإعادة دبلجة الحلقة 8 من طرف استوديو الزهرة لطمس الحبكة الأصلية حول طيف عائد من عالم الأموات).

## ملخص المسلسل
تبدأ القصة في القرن 18 في منطقة ساحلية إنجليزية. جيم هوكينز صبي لا يتجاوز عمره ثلاثة عشر سنة له قِط أليف اسمه بنبو، يدير جيم وأمه شؤون نزل الأميرال بنبو منذ أن توفي أبوه في تحطم سفينته. لكن تضطرب حياتهما الهادئة حين يقرر الإقامة هناك بحار سكير يسمي نفسه القبطان. تؤدي سلسلة من الأحداث المروعة إلى وفاة القبطان، تاركا لجيم خريطة تقود إلى كنز القبطان فلينت الأسطوري. بمساعدة الدكتور ليفزي والسيد تريلوني، يجهز سفينة شراعية وطاقم بحري للذهاب للبحث عن الكنز. وفي مدينة بريستول القريبة، يضمون إليهم الطباخ ذو الساق الواحدة جون سيلفر، والقبطان سمولت وغيرهم. لكن مع بداية الرحلة يدرك جيم أن الأمور ليست كما تبدو.

## أداء الأصوات

### النسخة العربية
قام بإخراج النسخة العربية اللبنانية الأصلية التي عرضت لأول مرة في 1981 المخرج وئام الصعيدي، وغنى «سامي كلارك» أغنية المقدمة.
خلت النسخة العربية الأصلية اللبنانية من مقص الرقابة عدا مشاهد السُكر في الحلقة 25 تحت طلب المدبلجين العرب، ومشهد تهديد القبطان في الحلقة 8 الذي يرجح أنه خطأ تقني. بيد أن النسخة المعدلة التي عرضت على سبيس تون قامت بحذف كامل أسماء الفريق الأصلي في المقدمة تغيير اسم عنوان المسلسل إلى «البحث عن جزيرة الكنز» كما قطعت أجزاء كبيرة من عدة حلقات وبالأخص إعادة دبلجة الحلقة 8 بأصوات مختلفة من مركز الزهرة السوري على خلفية مشهد الشبح الذي لا يوافق سياسات القناة.

### عودة النسخة العربية رسمياً وترميمها
في نوفمبر من عام 2023 أعلنت كيوتون للإنتاج الفني والتوزيع عن عودة مسلسل جزيرة الكنز إلى الوطن العربي وبدبلجته العربية الأصلية الكاملة، وبجودة نقية للصوة مع أول وأضخم عملية ترميم صوتي بأحدث التقنيات لتواكب التطور الرقمي. 
وعرضت هذه النسخة لأول مرة على تلفزيون قطر يوم الأحد 26/11/2023 

### أصوات النسخة العربية
- وحيد جلال: سلفر / بيلي بونز / الفيلسوف (الصوت الثاني)
- أنطوانيت ملوحي: جيم / زوجة سلفر
- جوزيف نانو: القاضي / جورج (الصوت الثاني) / هانز (الصوت الثاني) مورجن (الصوت الأول والثالث)
- ميشال ثابت: ترييلوني / بينجان (الصوت الثاني)
- صلاح مخللاتي: القبطان سموليت
- إسماعيل نعنوع: جراي / بلاك دوق / ريد روث / بوبي (الصوت الثاني) / مورجن (الصوت الثاني) / سام / الببغاء (الصوت الثاني)
- نوال حجازي: والدة جيم (الصوت الأول) واستمر كل الحلقات ما عدی الأخيرة / ليلي
- سمير شمص: دارك بيو / بوبي (الصوت الأول) / مورجن (الصوت الأول) / الفيلسوف (الصوت الأول) / رد هات / الببغاء (الصوت الأول)
- محمد إبراهيم: جيم الكبير / بوبي في الحلقة الأخيرة
- موسى مرعب: هانز (الصوت الأول) / هنتر (الصوت الثاني) / أسكيني دوق
- إبراهيم مرعشلي: دوبلنز الضخم / بينجان (الصوت الأول) / جورج (الصوت الأول)
- جيزيل نصر: والدة جيم (الصوت الثاني)في الحلقة الأخيرة فقط
- يوسف فخري: أندرسون
- غير معروف؟: أرو الصوت الثاني

### النسخة اليابانية
- ماري شيميزو في دور جيم
- كويتشي ياماديرا في دور جيم (راشد)
- جنزو واكاياما في دور جون سيلفر
- إييماسا كايومي في دور الدكتور ليفزي
- جونبي تاكيغوتشي في دور السيد تريلوني
- هيدياكي إزومي في دور القبطان سمولت
- ريو كوروساوا في دور بيلي بونز
- أكيو نوجيما في دور غراي
- كانيتا كيموتسوكي في دور بن غان
- كويتشي كيتامورا في دور القبطان فلينت (الببغاء)
- كويتشي كيتامورا في دور ردروث
- أكيرا كاميا في دور بابي
- هيرويا إيشيمورا في دور جويس
- هيرومتسو ميزوشيما في دور هانتر
- تيشو غندا في دور الكلب الأسود
- هيروشي أوتاكي في دور بيو
- شوزو إيزوكا في دور هاندز
- أوسامو كاتو في دور أندرسن
- ميتسو سيندا في دور جورج
- رايزو نوموتو في دور مورغان
- ياسو موراماتسو في دور آرو
- ريهوكو يوشيدا في دور ليلي
- هيروشي ماسيوكا في دور جد ليلي
- مايدا توشيكو في دور كارن هوكينز (أم جيم)

## قائمة الحلقات
العناوين العربية هنا لم ترد في الدبلجة، بل هي ترجمة لعناوين الحلقات من النسخة الأصلية اليابانية.
| رقم الحلقة | عنوان الحلقة                                                | تاريخ العرض الأصلي |
| --- | ----------------------------------------------------------- | ------------------ |
| 01 | «هذا هو بيلي بونز» (= ！恐怖のビリーがやってきた)           | 08-10-1978         |
| يصل زبون غريب يسمي نفسه القبطان إلى نزل الأميرال بنبو عند جيم الصغير وأمه. يسيء هذا القبطان بسمعة المكان بشتمه المستمر للزبائن الذين يرفضون الغناء معه. فمن هذا الرجل الغامض يا ترى؟ لم يبد متوترا؟ وماذا يريد بالتحديد؟... |                                                             |                    |
| 02 | «من هو الكلب الأسود؟» (= ？！黒犬って…何だ)                 | 1978-10-15         |
| يجد جيم صعوبة في النوم منذ أن طلب منه القبطان خدمة؛ يدفع هذا الأخير له المال ليراقب الأرجاء وينبهه في حال لمح الرجل ذو الساق الخشبية. لكن ألم يفت الأوان على ذلك؟ ألم يكن الرجل ذو الساق الخشبية يجول النزل البارحة؟ ومن هو الكلب الأسود، ذلك الرجل الذي يريد بأي ثمن الدخول إلى غرفة القبطان؟... |                                                             |                    |
| 03 | «الرجل ذو الساق الخشبية» (= 振りおろされた松葉杖)           | 1978-10-22         |
| يضطر جيم تحت التهديد لقيادة شخص ضرير إلى النزل. لهذا الشخص الغامض، الذي اسمه بيو، تعليمات من رئيسه لتسليم "اللطخة السوداء" للقبطان، وهي تهديد للقرصان بالقتل. يؤدي تراكم الأحداث إضافة إلى الشرب المفرط للرم إلى وفاة القبطان قبل وصول زملائه للنيل منه. لكن قبل أن يموت، يكلف القبطان جيم مسؤولية حماية ورقة سرية في صندوقه... |                                                             |                    |
| 04 | «خريطة الكنز لي» (= ！宝島の地図が手に入る)                 | 1978-10-29         |
| يكتشف القراصنة وفاة القبطان، ويدركون بعد البحث في صندوقه أن شخصا ما سبقهم بأخذ الخريطة. فيبدؤون بقلب النزل مستعدين لفعل أي شيء من أجل استعادتها. لكن سرعان ما يفر القراصنة عند سماع سفارات الدرك. يقرر جيم بعدها تسليم الخريطة للكتور ليفزي والسيد تريلوني... |                                                             |                    |
| 05 | «أنا ذاهب يا أماه!» (= ！行って来るよ、母さん)              | 1978-11-05         |
| بعد ليلة نوم جيد، يحاول جيم إقناع الدكتور ليفزي والسيد تريلوني بأخذه معهم في رحلة البحث عن جزيرة الكنز. لا يعارض الدكتور ليفزي مجيئه لكن يسأله إن كان متأكدا من ترك أمه لوحدها. فيعود جيم للنزل حيث يساعد هذه الأخيرة في وضع كل شيء مكانه. في غضون ذلك، يذهب السيد تريلوني لمدينة بريستول من أجل إيجاد سفينة شراعية وطاقم بحري... |                                                             |                    |
| 06 | «جون سيلفر: صديق أم عدو؟» (= 敵か味方かジョン・シルバー)    | 1978-11-12         |
| تستعد الرحلة للانطلاق بعد انضمام جيم للسيد تريلوني والدكتور ليفزي في مدينة بريستول. هناك تستعد سفينة الهيسبانيولا للإبحار. لكن قبل المغادرة، يذهب جيم إلى المدينة لتسليم رسالة لصاحب حانة المنظار. يثير هذا الرجل ذو الساق الواحدة شكوك جيم الذي لا ينفك يتذكر تحذيرات بيلي بونز... |                                                             |                    |
| 07 | «تستمر الرحلة» (= 肉焼きおやじはニクい奴)                   | 1978-11-19         |
| على الرغم من صغر سنه، يحاول جيم الاندماج في الطاقم البحري. يتزايد إعجابه بسيلفر، خصوصا عندما يعد هذا الأخير حساء يشفي دوار البحر. لكن مع الحرارة والضباب الذين يبقيان السفينة في سكون، يبدأ التوتر بالارتفاع... |                                                             |                    |
| 08 | «السفينة الشبحية تناديني!» (= ！幽霊船がオレを呼ぶ)         | 1978-11-26         |
| يقوم القبطان سمولت بتخفيض رتبة السيد آرو من نائب قبطان لبحار عادي، وذلك بعد أن وجده في حالة سكر. فيتمرد آرو الغاضب تحت تأثير الكحول. يحاول السيد تريلوني تهدأة الأجواء بكتابة طلبات آرو لكن يقاطعه سيلفر الذي تسلق السفينة من الخارج، ويتدخل مفاجئا الجميع مانعا بذلك تدهور الأحوال. لكن ماذا يصبح السيد آرو؟... |                                                             |                    |
| 09 | «اختطاف في ميناء العبيد» (= 奴隷みなとの人さらい)           | 1978-12-03         |
| بعد أكثر من شهر على ظهر البحر، تقوم الهيسبانيولا بالإرساء في ميناء بالهند. هذه فرصة للطاقم للبدأ في تزويد السفينة بالمياه والمواد الغذائية وإصلاح الأضرار التي لحقت بها. يذهب جيم مع سيلفر للمدينة ويذهل لاكتشافه ثقافة جديدة لكن يكتشف أيضا العبودية. بسبب أحداث مفاجئة، ينفصل جيم عن المجموعة ويأسره تجار عبيد. لكن لحسن الحظ، سيلفر بالمرصاد... |                                                             |                    |
| 10 | «داخل برميل التفاح» (= ！リンゴ樽の中で聞いた)              | 1978-12-10         |
| تتجاوز الهيسبانيولا خط الاستواء ويعلن القبطان سمولت أن الوصول إلى جزيرة الكنز سيكون بعد ثلاثة أيام. يسرع جيم لإخبار سيلفر بهذا الخبر لكن يقول هذا الأخير أنه عرف ذلك من طيور النورس التي تحلق فوق السفينة منذ يومين. في الليل، يوقظ بابي جيم ويخبره أنه استمع لاجتماع للبحارة وأنه يشك في حدوث تمرد... |                                                             |                    |
| 11 | «مؤامرات على جزيرة الكنز» (= ？！宝島で何かが始まる)        | 1978-12-17         |
| مع وصول الهيسبانيولا بالقرب من جزيرة الكنز، يأذن السيد تريلوني كونه صاحب السفينة بالاحتفال. في غضون ذلك، يخبر جيم السيد تريلوني والدكتور ليفزي والقبطان سمولت بأسرار التمرد الوشيك. معا يقررون جمع أكبر عدد ممكن من الرجال لمقاومة التمرد... |                                                             |                    |
| 12 | «وحش الجزيرة» (= 出た！ジャングルの怪物)                    | 1978-12-24         |
| بعد الوصول إلى الجزيرة، يقرر جيم مراقبة سيلفر والقراصنة الذين يلمحونه بسرعة. لكن يستطيع الهرب منهم ويقابل بن غان، قرصان سابق اتخذ الجزيرة ملجأ منذ عشر سنوات بعد أن ألقاه القبطان فلينت في البحر. أثناء ذلك، يزداد التمرد على متن الهيسبانيولا توترا لكن القبطان سمولت لم يقل كلمته الأخيرة. ويفاجئ غراي الجميع عندما ينقلب ضد القراصنة... |                                                             |                    |
| 13 | «جرس الجد» (= じいさまのちっちゃな鈴)                       | 1978-12-31         |
| بعد النجاة من طلقات مدفع هاندز، تهبط مجموعة السيد تريلوني على اليابسة وتتمكن من الوصول إلى حصن جنوب شرق الجزيرة. يراقب الفريقان بعضهما، وبينما يلبس سيلفر معطف قبطان ويرفع علم القراصنة على متن الهيسبانيولا، يبدأ الآخرون في الحصن بتخزين المؤن ورفع العلم البريطاني. كل ذلك لهدف واحد، وهو العثور على الكنز... |                                                             |                    |
| 14 | «الصداقة والعداوة، هذه هي الحياة!» (= これも人生！敵・味方) | 1979-01-07         |
| تنتشر الحمى في طاقم سلفر فهم بلا خريطة كنز وبلا مأوى من البعوض بعكس طاقم جيم والقبطان سمولت الذين في الحصن، فيبادر سلفر برفع راية الاستسلام والهدنة، إلا أنه يطلب من طاقم القبطان سمولت تسليمه الخريطة؛ ويهددهم بأنه سيستخدم المدفع، القبطان سمولت يندهش من قدرة سلفر على نقل مدفع من السفينة لأعلى التل، فيجيب سلفر بأن طاقمه بأعجوبة وبعمل متواصل في الليلة السابقة وضعه على التل، ويعطيهم مهلة تفكير حتى الغروب، إذا لم يمتثلوا لأوامره. في هذه الأثناء، يهرب جيم بحثًا عن بينغون الذي عاش في الجزيرة لمدة 10 سنوات كي يساعدهم للبحث عن ملجأ آخر، لكنه لا يجده، ولكنه يتفاجأ مصادفةً أثناء عودته بأن المدفع مزيف؛ يأتي الغروب فيأمر سلفر برمي كيس في بئر الحصن، وأثناء هذه الأحداث يموت مورغان، ويُصاب القبطان سمولت. |                                                             |                    |
| 15 | «أساليب سيلفر» (= シルバー式降伏のすすめ)                   | 1979-01-14         |
| يكتشف طاقم الحصن، بأن سلفر رمى حيوانات ميتة في البئر لتلويث المياه، مما جعل من الصعب على البحارة معالجة الجرح بدون ماء ساخن وأوداهم في حالة عطش. وبينما كانوا في حالة يأس، اقترح غراي حلًّا مؤلمًا آخر لعلاج القبطان سمولت، يتضمن استخدام سكين حادة وكيّ الجرح بالنار. في أثناء عطشهم، يقرر طاقم الحصن حفر نفق للوصول للنهر، ولكن عند وصول جيم إلى النهر، يتفاجأ بوجود سلفر منتظرًا إياهم. يعود جيم خائبًا ولكن السماء تمطر. |                                                             |                    |
| 16 | «وحيد في البحر» (= ？！…おいら少年流れ鳥)                   | 1979-01-21         |
| يائسًا، يأمر سلفر القراصنة بدفع السفينة باستخدام القوارب لتقريبها من الشاطئ دون تحطيمها من الصخور، وذلك لضرب الحصن بالمدافع، تنجح خطته، فيخرج جيم غاضبًا، قاصدًا قطع المرساة ويلتقي بـبينغون صدفةً فيخبره الأخير بمكان قارب صغير كان قد بناه. |                                                             |                    |
| 17 | «لست صبيا صغيرا!» (= 甘くみるなョ子供じゃないぜ)            | 1979-01-28         |
| تهب عاصفة ضبابية تحجب الرؤية، يتمكن جيم خلالها من قطع المرساة، يشك هانز بحركة السفينة، ولكن عاصفة جنون تهز القراصنة الذين على متن الهيسبانيولا مما يؤدي إلى وموتهم جميعًا، يحس سلفر بحركة السفينة مبتعدة أثناء الضباب، فيذهب في قارب مسرعًا، ويلتقي بجيم واقفًا ومحاطًا بجثث جميع القراصنة. |                                                             |                    |
| 18 | «هاندز لم يمت؟» (= 死んだはずだよ、ハンズさん)              | 1979-02-04         |
| تشتد العاصفة ممطرةً بقوّة فيحاول سلفر وجيم تثبيت السفينة، وأثناء ذلك يهب هانز بجنون ليقضي على جيم، فيساعد سلفر جيم ويقاتل هانز، فيُقتل هانز، ويُرمى سلفر في غياهب البحر. |                                                             |                    |
| 19 | «هل هذه نهاية سيلفر؟» (= これで最期か？不死身のシルバー)    | 1979-02-11         |
| تصطدم السفينة بصخور، وتثبت بمكانها، ينزل جيم باحثًا عن رفاقه في الحصن، فيجد الخريطة مع القراصنة، ويتفاجًا بسلفر الذي يصيح له: اهرب!؛ يهب القراصنة الغاضبون لقتل جيم، يمنعهم سلفر، ولكن بقية القراصنة يغضبون فيتشاورون ليعطوا سلفر العلامة السوداء: علامة الموت، والتي يأكلها سلفر لا مباليًا، ويصرخ فيهم: أنا القبطان سلفر!، يجتمع القراصنة على سلفر لخيانته وقتاله، وينتهي به الأمر مصلوبًا. |                                                             |                    |
| 20 | «الرهينة» (= こんどは磔！ロング・ジョン)                    | 1979-02-18         |
| بسبب عدم قدرة القراصنة على القيادة، يعيدون سلفر ولكن بحذر، ويُؤخذ جيم أسيرًا، تشتد حُمّى بعض القراصنة فيستدعي جيم الطبيب ليلتقي بأصدقائه ليجدهم متهادنين مع سلفر الذي اتفق معهم على العيش مقابل الخريطة، ويشرحون له أمر الكتابة السرية على الخريطة. |                                                             |                    |
| 21 | «الكنز» (= ！生きてりゃこそのお宝よ)                        | 1979-02-25         |
| بعد عناء طويل، يصل القراصنة لموقع الكنز حسب الخريطة، ليجدوا صندوقًا داخله جمجمة، يمسكها سلفر مستاءً فيكسرها بيدها. |                                                             |                    |
| 22 | «هيكل القرصان» (= 海賊死んでガイコツ残る)                   | 1979-03-04         |
| يستفهم سلفر الخريطة، ليذهب لكهف في جزيرة الجمجمة، ويقرر القراصنة اغتياله وخيانته مجددا أثناء الظلام، وأثناء هلع جماعي يهرب سلفر بأعجوبة بعد تلقيه طلقًا ناريًّا، ولكنه يسقط أسيرًا في طاقم القبطان سمولت أسيرًا، مع أحد أتباعه: بوبي. |                                                             |                    |
| 23 | «الرجل الذي يطير» (= 翔んでる男！カモメのパピー)            | 1979-03-11         |
| يساعد سلفر طاقم القبطان سمولت في حل لغز الكنز؛ يخبر بينغون الطاقم بأن القبطان فلنت كان يخشى من سلفر، وأثناء ذلك يُصاب سلفر بالحمى التي قتلت القراصنة، يستقرئ سلفر موته فيفر ليموت وحيدًا، إلا أن بينغون يعرف الدواء فيهب جيم لإحضاره. |                                                             |                    |
| 24 | «كهف الكنز» (= ？！亡者の箱は満月に輝くか)                  | 1979-03-18         |
| بفضل معرفة سلفر للقبطان فلنت، استطاع الطاقم المتبقي إيجاد الكنز. |                                                             |                    |
| 25 | «إلى اللقاء سيلفر» (= 潮風よ、縁があったらまた逢おう)       | 1979-03-25         |
| يبحر الطاقم عائدين ومعهم الكنز، يصارع غراي سلفر الأسير والمنتظر لمحاكمته، فعلى ما يبدو بأنه فقد شغفه. يضطر طاقم الهيسبانيولا لاستشارة سلفر وطلب مساعدته للتبضّع وإيجاد بحارة أكفاء لعدم معرفتهم بالجزيرة، ولكن مقيدًا وتحت حراسة جيم وغراي. ينظر جيم لحال سلفر مستشعرًا باليأس، ففي المرة الماضية كان سيختطف هنا، لولا بحث سلفر عنه، ولكن هذه المرة يرى من ساعده مكبلًا، تمضي ساعات قليلة، ويهرب سلفر بمساعدة زوجته، ومع حصته من الكنز. |                                                             |                    |
| 26 | «فلينت لا يمكنه الطيران» (= フリントはもう飛べない)         | 1979-04-01         |
| يختفي سلفر، وتعود الهيسبانيولا إلى ميناء بريستول. يكافئ أصدقاؤنا كونهم أبطالا شجعان بـ1000 قطعة ذهبية لقاء الكنز، يخرج غراي الذي لا يستلذ حياة الشهرة ليجد بوبي لم يحصل على شيء جراء خيانته، فيتقاسم معه حصته. يُعلم جيم والدته وليلي أنه لن يعود إلا بعد عدة أيام. لكن هل هي فعلا نهاية المغامرة، أم فقط نهاية الرحلة الأولى للشاب جيم هوكينر، وماذا حصل لأصدقائنا بعد 10 سنوات؟ وهل سيلتقي جيم بسلفر مرة أخرى؟ |                                                             |                    |

## وصلات خارجية
- جزيرة الكنز على موقع IMDb (الإنجليزية)
- جزيرة الكنز على موقع فيلمافينيتي (الإسبانية)
- جزيرة الكنز على موقع قاعدة بيانات الفيلم (الإنجليزية)
- جزيرة الكنز على موقع ليتربوكسد (الإنجليزية)
- جزيرة الكنز على موقع كينوبويسك (الروسية)
- جزيرة الكنز على موقع ألو سيني (الفرنسية)
- جزيرة الكنز على موقع قاعدة بيانات الفيلم (الإنجليزية)
- جزيرة الكنز على موقع ANN anime (الإنجليزية)

- جزيرة الكنز على قاعدة بيانات الانمي العربية (بالعربية)